# Ommatius albovittatus
Ommatius albovittatus là một loài ruồi trong họ Asilidae. Ommatius albovittatus được Wiedemann miêu tả năm 1824. Loài này phân bố ở vùng nhiệt đới châu Phi.